# Titularbistum Maximiana in Byzacena
Maximiana in Byzacena (ital.: Massimiana di Bizacena) ist ein Titularbistum der römisch-katholischen Kirche.
Es geht zurück auf ein ehemaliges Bistum in der römischen Provinz Byzacena bzw. Africa proconsularis in der Sahelregion von Tunesien.
| Titularbischöfe von Maximiana in Byzacena |                                 |                                                       |                  |                    |
| Nr.                                       | Name                            | Amt                                                   | von              | bis                |
| 1                                         | Celestino Fernández y Fernández | emeritierter Bischof von Huajuapan de León (Mexiko)   | 25. Juli 1967    | 4. Dezember 1980   |
| 2                                         | Alfred Clifton Hughes           | Weihbischof in Boston (USA)                           | 21. Juli 1981    | 7. September 1993  |
| 3                                         | Pierre Bürcher                  | Weihbischof in Lausanne, Genf und Freiburg (Schweiz)  | 29. Januar 1994  | 30. Oktober 2007   |
| 4                                         | Gerardo Alimane Alminaza        | Weihbischof in Jaro (Philippinen)                     | 29. Mai 2008     | 14. September 2013 |
| 5                                         | Tsegaye Keneni Derera           | Koadjutor im Apostolischen Vikariat Soddo (Äthiopien) | 11. Oktober 2013 |                    |